# Francesc d'Este

Escut d'armes de la Casa d'Este.

Francesc d'Este (Ferrara, Ducat de Ferrara 1516 - íd. 1578) fou un membre de la Casa d'Este que va esdevenir marquès de Massalombarda.

## Orígens familiars
Va néixer l'1 de novembre de 1516 a la ciutat de Ferrara essent el quart fill del duc Alfons I d'Este i la seva segona esposa, Lucrècia Borja. Fou net per línia paterna d'Hèrcules I d'Este i Elionor de Nàpols; i per línia materna del Roderic de Borja, futur papa Alexandre VI, i la seva amistançada Vannozza Cattanei. Fou germà, entre d'altres, del duc Hèrcules II d'Este, Alfons d'Este i Hipòlit d'Este.

## Núpcies i descendents
Es va casar el 1536 amb Maria de Cardona, marquesa vídua de Pàdua. D'aquesta unió no tingué descendència.
D'una relació extramatrimonial tingué:
- Marfisa d'Este (1554-1608), casada el 1578 amb el seu cosí Alfonsino d'Este i el 1580 amb Alderano Cyho, príncep de Carrara.
- Bradamente d'Este (?-1597), casada el 1575 amb Hèrcules de Bevilacqua.

## Carrera militar
Iniciat en la carrera militar, fou nomenat capità de cavalleria lleugera i fou enviat pel seu germà Hiòlit d'Este a l'ajuda de Carles V del Sacre Imperi Romanogermànic el maig de 1536 a la Llombardia.
El 1547 li fou concedit el permís, per part de Carles V, de realitzar una fira a la ciutat d'Avellino i posteriorment fou nomenat per part del papa Pau III marquès de Massalombarda, amb el dret d'emetre moneda i transferir el títol als seus hereus.
Morí el 22 de febrer de 1578 a la ciutat de Ferrara.